# Концерт для фортепиано с оркестром № 3 (Хренников)
Концерт для фортепиано с оркестром № 3 до минор, соч. 28 в трёх частях — произведение Тихона Хренникова для солирующего фортепиано и симфонического оркестра, созданное в 1982 году. Премьера состоялась 10 апреля 1983 года в Москве.

## История
Концерт был создан композитором в 1982 году и был впервые исполнен 10 апреля 1983 года в Большом зале Московской консерватории Государственным академическим симфоническим оркестром СССР под управлением Евгения Светланова, солировал автор.
Среди пианистов первым концерт исполнил Владимир Крайнев 10 сентября 1983 года в Ленинграде (дирижёр Александр Дмитриев), а 1 октября в Москве (дирижёр Дмитрий Китаенко).
Сам Тихон Хренников многократно исполнял свой третий фортепианный концерт как в СССР, так и за рубежом с такими дирижёрами, как Марис Янсонс, Валерий Гергиев, Владимир Федосеев и др.

## Музыка
Музыковед Ирина Шехонина так характеризует это произведение:

 Контрасты в концерте крупномасштабные. Они существуют главным образом между частями. На протяжении всей композиции стройность и логичность построения частей строго продуманы композитором. Он стремится, как следует из приведенного анализа, к многоплановости развития, к динамике формы. Поэтому внутри каждой части возникают новые закономерности, новые композиционные решения. Сонатная форма I части прочтена поэтому необычно, основная ее разработка как бы «вынесена» за пределы тональной репризы для того, чтобы подчеркнуть напряженность достижения кульминации. Рондо II части тоже своеобразно, так как последнее проведение рефрена экспонирует измененную тему вальса, лирическую кульминацию концерта. Необычно и возвращение этой измененной темы вальса в финале, благодаря чему между II и III частями возникает обрамление, которое, с одной стороны, создает рамку финалу, укрепляет его концентрическую форму, а с другой — подчеркивает не только открыто устремленную конструкцию II части, но и увеличивает значение лирического центра как вывода, как романтической концепции концерта в целом.— Шехонина И. Творчество Т. Н. Хренникова. Издательство «Советский композитор», 1985, стр. 48
Музыковед Иван Мартынов усиливая ту же мысль добавляет:

 А говоря объективно, надо признать, что концерт захватывает слушателей своим размахом, богатством красок и обычной у Хренникова яркой виртуозностью. К этому надо добавить полноту жизнеощущения, эмоциональность и темпераментность музыки — волевой и активной, богатой контрастами образов и неожиданными поворотами в развитии мыслей. Среди концертно-симфонических произведений Хренникова это одно из наиболее интересных. Оно особенно важно для раскрытия стилистических устремлений композитора, прошедшего большой путь исканий. Он свободно пользуется накопленным опытом в области выразительных средств, умеет увидеть нечто свежее в привычном, по-своему отнестись к новациям века, находя в них импульсы творческих поисков. Об этом говорит и музыка Третьего фортепианного концерта, ставшая логическим звеном в эволюции ее автора.— Мартынов И. И. Тихон Николаевич Хренников. Издательство "Музыка", 1987, стр. 119

## Структура
- 1 часть — Moderato. Allegro

- 2 часть — Moderato

- 3 часть — Allegro molto

## Состав оркестра
Фортепиано (соло), 3 флейты, 2 гобоя, английский рожок, 2 кларнета, бас-кларнет, 2 фагота, контрафагот, 4 валторны, 3 трубы, 3 тромбона, туба, колокольчики, ксилофон, оркестровые колокола, челеста, арфа, ударные, струнные.

## Известные аудиозаписи
- 1984 — солист Владимир Крайнев, Симфонический оркестр Ленинградской филармонии, дирижер Александр Дмитриев[3].
- 1988 — солист автор, Большой симфонический оркестр Гостелерадио СССР, дирижёр Владимир Федосеев[4][5]
- 2013 — солист Тихон Хренников младший, Cимфонический оркестр Министерства обороны РФ, дирижёр Роман Белышев[6]